# ビートに抱かれて
「ビートに抱かれて」（When Doves Cry）はプリンスの楽曲。1984年の6枚目のスタジオ・アルバム『パープル・レイン』からの先行シングルとして1984年5月16日に発売された。
「ビートに抱かれて」は世界的な大ヒットとなり、アメリカでは5週間にわたって全米ホット・チャートの頂点に立つなど彼の最初のナンバーワンシングルである。ビルボード誌によると、この曲は1984年のベストセラーシングルだった。米国だけでも200万枚を売り上げ、アメリカレコード協会からプラチナ認定を受けた。1989年にその認定要件は引き下げられることになるが、その引き下げ前にソロアーティストが認定を勝ちとった最後のシングル曲である。 
この曲は、『ローリング・ストーン』誌による「ローリング・ストーンの選ぶ歴代最高の500曲」（2021年発表）で37位を記録し、ロックの殿堂にも登録されている。
プリンスの死後、この曲はビルボード・ホット100で8位に再チャートインしたが、1984年9月1日以来この曲がトップ10に入るのは初めてのことだ。 2016年4月30日の時点で、米国で1,385,448枚を売り上げている。

## 背景と構成
映画『プリンス/パープル・レイン』のDVDによると、プリンスは監督のアルバート・マグノーリから映画の特定の部分のテーマ（両親の不仲などの複雑な問題と恋愛について）に合う歌を書くように依頼された。翌朝、プリンスは2曲を完成させたが。そのうちの1曲がこの曲だった。 プリンスの伝記作家であるペル・ニルセンによると、この歌はヴァニティ6（リード・シンガーのヴァニティ脱退後は「アポロニア6」と改名）のメンバーであり当時のガールフレンドでもあったスーザン・ムーンシーとの関係からインスピレーションを受けている。
プリンスは、アルバム『パープル・レイン』に収録予定だった他のすべてのトラックが完成した後、この曲を作った。 彼自身が、ボーカルとすべての楽器を演奏した。 この曲で特徴的なのは、通常の黒人音楽のファンクや80年代のダンスソングでは必要不可欠であうベースギターの存在の欠落である。プリンスは後年、もともとベースラインはあったが、歌手のジル・ジョーンズと相談し、あまりにもありきたりだからベースを収録しないことにした、と言っている。それは結果的に、叙情的なテーマに合う緊張感と「何かが足りない」感覚を生み出すことに繋がった。
この曲は、印象的なギターソロとLinn LM-1ドラムマシン、プリンスの呻き声のようなループされた喉声によって始まる。歌メロの後には、さらに長い、ギターとシンセサイザーのソロがあり、最後はクラシック音楽に触発されたキーボードのフレーズで終わる。キーボード奏者のDoctor Fink ことマット・フィンクは2014年、バロックシンセサイザーのソロは半分の速さにしたバッキングトラックに合わせて、1オクターブ下・半分の速さでプリンス自身が演奏し、その録音をスピードアップして完成させたということを明かした。その後、フィンクはソロを学び、アルバムの速度で演奏するように課された。
ラジオ用に編集されたバージョンでは、長いギターとシンセサイザーのソロが始まると曲がフェードアウトするか、完全に削除され、エンディングまでスキップされる。
パープル・レイン・ツアー (Purple Rain Tour)のパフォーマンス中は、プリンス&ザ・レヴォリューションのベースプレーヤーであるブラウンマークは、ベースラインを含まない他の曲と同じく、その曲にもベースラインを追加した 。
キーはAマイナーである。

## 評価
この曲は、1984年7月7日から1984年8月4日の5週間にわたって米国で第1位をとり、ブルース・スプリングスティーンの「ダンシング・イン・ザ・ダーク」(Dancing in the Dark)をトップの座から遠ざけた。作表体系が違ったため、「ビートに抱かれて」はアメリカン・トップ40の年末カウントダウンでは年間2位シングルとして発表された（1位はポール・マッカートニー&マイケル・ジャクソンの「セイ・セイ・セイ」）。『ヴィレッジ・ヴォイス』編集のパズ＆ジョップの評論家投票では年間最優秀シングルに選ばれた。ビルボード誌は、「1984年度ホット・シングル100」(Billboard Year-End Hot 100 singles of 1984)に位置づけた。2016年、プリンスの死後、同曲はビルボード・ホット100に20位で再チャートインし、ピーク時には8位に達した。
Bサイドは、元々はアポロニア6のセルフタイトルアルバムに収録するべく作られた、カルトファンのお気に入り「セヴンティーン・デイズ」(17 Days)だった。 英国で発行された12インチシングルには、「セヴンティーン・デイズ」のほか、前の5thアルバム『1999』のタイトルトラック「1999」(1999)と「D.M.S.R.」の2つのトラックが含まれた。「セヴンティーン・デイズ」の正式なオリジナル・タイトル「17 Days (the rain will come down, then U will have 2 choose, if U believe, look 2 the dawn and U shall never lose) 」は、ホット100で1位を獲得した楽曲のB面収録曲としては最も長いタイトルである（85文字）。 
「ビートに抱かれて」はプリンスの代表曲の1つになった。『スピン』誌は史上6位に、2021年発表の『ローリング・ストーン』誌では史上37位に位置づけられた。2006年、VH1の「80年代最高の100曲」では5位にランクインした。2008年10月13日には、オーストラリアVH1のトップ10ナンバーワンポップソング・カウントダウンで第2位に選ばれた。「80年代の80曲」ポッドキャストは、59位にランク付けしている。
なお「ビートに抱かれて」は、1990年にM.C.ハマーのヒット曲「プレイ」(Pray)でサンプリングされたが、これはプリンスによって法的に許可された僅かな例の一つである。 

## ミュージック・ビデオ
プリンス自身が監督したミュージック・ビデオは、1984年6月にMTVで公開された。このビデオは、1985年のMTVビデオ・ミュージック・アワード (1985 MTV Video Music Awards)において「最優秀振り付け賞」(Best Choreography)にノミネートされた。このビデオは、表現の過激さから、ネットワークの幹部の間で論争を巻き起こした。 

## トラック・リスト

### 7インチ・シングル（米国）
| #  | タイトル | 作詞 | 作曲・編曲 | 時間 |
| -- | --- | ---- | ---------- | ---- |
| 1. | 「ホエン・ドブス・クライ (When Doves Cry)」 |      |            | 3:47 |
| 2. | 「セヴンティーン・デイズ (17 Days (The rain will come down, then U will have 2 choose. If U believe, look 2 the dawn and U shall never lose.))」 |      |            | 3:54 |

※日本盤も同じトラックである。

### 12インチ・シングル（英国）
| #  | タイトル | 作詞 | 作曲・編曲 | 時間 |
| -- | --- | ---- | ---------- | ---- |
| 1. | 「ホエン・ドブス・クライ (When Doves Cry)」 |      |            | 5:52 |
| 2. | 「セヴンティーン・デイズ (17 Days (The rain will come down, then U will have 2 choose. If U believe, look 2 the dawn and U shall never lose.))」 |      |            | 3:54 |

| #  | タイトル                | 作詞 | 作曲・編曲 | 時間 |
| -- | ----------------------- | ---- | ---------- | ---- |
| 1. | 「1999 (1999)」         |      |            | 6:22 |
| 2. | 「D.M.S.R. (D.M.S.R.)」 |      |            | 8:05 |

### CDシングル（1989）
| #  | タイトル                                                                 | 作詞 | 作曲・編曲 |
| -- | ------------------------------------------------------------------------ | ---- | ---------- |
| 1. | 「ホエン・ドブス・クライ (When Doves Cry)」                              |      |            |
| 2. | 「パープル・レイン (Purple Rain)」(アルバム・ヴァージョン Album Version) |      |            |

## チャート記録

### 週間
| Chart (1984)                                     | Peak position |
| ------------------------------------------------ | ------------- |
| Australia (Kent Music Report)                    | 1             |
| オーストリア (Ö3 Austria Top 40)                 | 19            |
| ベルギー (Ultratop 50 Flanders)                  | 6             |
| Belgium (VRT Top 30 Flanders)                    | 7             |
| Canada (CHUM)                                    | 1             |
| Canada Top Singles (RPM)                         | 1             |
| Canada (The Record)                              | 1             |
| フランス (SNEP)                                  | 32            |
| ドイツ (GfK Entertainment charts)                | 16            |
| ARTIST OR SONG MANDATORY FIELDS FOR IRISH CHARTS | 2             |
| オランダ (Dutch Top 40)                          | 5             |
| オランダ (Single Top 100)                        | 6             |
| ニュージーランド (Recorded Music NZ)             | 2             |
| ノルウェー (VG-lista)                            | 10            |
| スウェーデン (Sverigetopplistan)                 | 18            |
| スイス (Schweizer Hitparade)                     | 17            |
| UK シングルス (OCC)                              | 4             |
| US Billboard Hot 100                             | 1             |
| US Black Singles (Billboard)                     | 1             |
| US Dance/Disco Top 80 (Billboard)                | 1             |
| US Cash Box                                      | 1             |

| Chart (2016)                                    | Peak position |
| ----------------------------------------------- | ------------- |
| オーストラリア (ARIA)                           | 11            |
| オーストリア (Ö3 Austria Top 40)                | 59            |
| Belgium (Back Catalogue Singles Flanders)       | 2             |
| カナダ (Canadian Hot 100)                       | 29            |
| フランス (SNEP)                                 | 11            |
| ドイツ (GfK Entertainment charts)               | 49            |
| YEAR AND WEEK MANDATORY FIELDS FOR IRISH CHARTS | 69            |
| ニュージーランド (Recorded Music NZ)            | 35            |
| ERROR: YOU MUST PROVIDE DATE FOR SCOTTISH CHART | 10            |
| スペイン (PROMUSICAE)                           | 35            |
| スイス (Schweizer Hitparade)                    | 34            |
| ERROR: MUST PROVIDE DATE FOR UK CHART           | 26            |
| US Billboard Hot 100                            | 8             |
| US Hot R&B/Hip-Hop Songs (Billboard)            | 5             |
| US Hot Rock & Alternative Songs (Billboard)     | 2             |

### 年間
| Chart (1984)                    | Position |
| ------------------------------- | -------- |
| Australia (Kent Music Report)   | 14       |
| New Zealand (Recorded Music NZ) | 15       |
| US Billboard Hot 100            | 1        |

## オールタイム・ランキング
| 出版媒体（国）                                         | ランキング名称                                                                                | 位  | 発表年度 |
| ------------------------------------------------------ | --------------------------------------------------------------------------------------------- | --- | -------- |
| ブレンダー誌（米） (Blender)                           | あなたが生れてからの最も偉大な500曲（1980–2005） (The 500 Greatest Songs Since You Were Born) | 169 | 2005     |
| ビルボード（米） (Billboard)                           | ホット100・60周年記念オールタイム（1958–2018） (Hot 100 60th Anniversary)                     | 123 | 2018     |
| ローリング・ストーン誌（米） (Rolling Stone)           | 歴代最高の500曲 (The 500 Greatest Songs of All Time)                                          | 37  | 2021     |
| ペースト（米） (Paste)                                 | ベスト・プリンス・ソングス50曲 (The 50 Best Prince Songs)                                     | 3   | 2016     |
| アメリカン・ソングライター（米） (American Songwriter) | プリンス・ソングス・トップ10 (The Top 10 Prince Songs)                                        | 2   | 2022     |

## 受賞・ノミネート
- 第12回アメリカン・ミュージック・アワード (American Music Awards of 1985)
  - 最人気ソウル/R&B楽曲賞(Favorite Soul/R&B Song)受賞
  - 最人気ポップ・ロック楽曲賞(Favorite Pop/Rock Song)ノミネート
  - 最人気ポップ・ロックビデオ賞(Favorite Pop/Rock Video)ノミネート
  - 最人気ソウル/R&Bビデオ賞(Favorite Soul/R&B Video)ノミネート

- 1984年ビルボード・イヤー・エンド賞 (Billboard Year-End)
  - 最優秀ホップ・シングル賞 (Billboard Year-End number-one singles and albums)受賞
  - 最優秀R&B/ソウル/ヒップホップ・シングル賞 (Billboard Year-End number-one singles and albums)受賞

- 1985年MTV ビデオ・ミュージック・アワード (1985 MTV Video Music Awards)
  - 最優秀振付賞 (Best Choreography)ノミネート

- パズ＆ジョップ（英語版）評論家の投票
  - 1984年のベストシングル受賞

## カバー・アーティスト
- 子供の頃、アメリカの俳優兼歌手のクインドン・ターヴァ―（英語版）が1996年の映画『ロミオ+ジュリエット』でこの曲をカバーした。 これは、サウンドトラックアルバム『ウィリアム・シェイクスピアのロミオ+ジュリエット』に収録され、そして1997年7月にオーストラリアで3位のヒットとなった[62]。
- ジニュワイン（1997年） - アルバム『Ginuwine... the Bachelor』に収録。
- 2016年のプリンスの死後、Choir!_Choir!_Choir!（英語版）が 『1999』へのオマージュとして、1999人の人々と「ビートに抱かれて」をカバーした。それはトロントのマッセイホールで撮影された[63] [64]。
- 2018年、サム・ペリー（英語版）がオーストラリアのテレビドラマ・シリーズ『The Voice』でこの曲をカバーし、「第7シーズン」の勝者となった[65]。

## 参照資料
- パープル・レイン (Media notes). プリンス. Warner Bros. Records. 10 August 1984. 075992511025。 – 輸入盤
- 西寺郷太『プリンス論』新潮新書、2015年9月。ISBN 978-4106106347。
- Uptown： The Vault –The Definitive Guide to the Musical World of Prince：Nilsen Publishing 2004、 ISBN 91-631-5482-X